# Parornix fragilella
Parornix fragilella là một loài bướm đêm thuộc họ Gracillariidae. Nó được tìm thấy ở Hy Lạp và Cộng hòa Macedonia.